# Cyclosorus rubra
Cyclosorus rubra là một loài thực vật có mạch trong họ Thelypteridaceae. Loài này được (Ching) Tardieu in Tardieu & C. Chr. mô tả khoa học đầu tiên năm 1938.